# 4599 Роуен
4599 Роуен (4599 Rowan) — астероїд головного поясу, відкритий 5 вересня 1985 року.
Тіссеранів параметр щодо Юпітера — 3,206.